# 马腊韦

馬臘韋王國在17世紀達到鼎盛

马腊韦是16世纪横跨马拉维、莫桑比克和赞比亚的一个王国。马腊韦的主要语言是齐切瓦语。18世纪和19世纪，隨著境內的部族脫離中央的控制，国家逐渐衰落。 國家還经常遭到約奧族入侵，马腊韦境內許多人被販賣為奴。